# Jean VI de Mecklembourg-Werle-Waren
Jean VI Mecklembourg-Werle-Waren (né en 1341 mort après le 16 octobre 1385/1395) est  prince de Werle-Waren de 1382 à 1395,  associé à Parchim et Goldberg de 1374 à sa mort.

## Biographie
Jean VI Mecklembourg-Werle-Waren est le fils de Bernard II de Mecklembourg-Werle-Waren et de son épouse d'Élisabeth de Holstein-Plön.
Il règne d'abord comme corégent de son père à Goldberg en 1374 et après la mort de ce dernier en 1382 seul sur la seigneurie de Werle-Waren-Goldberg. Il épouse  Agnès, fille de Nicolas IV de Mecklembourg-Werle-Goldberg. On ne sait pas avec précision quand il meurt dans un document daté du 16 octobre 1395, il est mentionné comme encore en vie.

## Postérité
- Nicolas V de Mecklembourg-Werle-Waren, seigneur de Werle-Waren-Goldberg.
- Christophe de Mecklembourg-Werle-Waren seigneur de Werle-Waren-Goldberg.
- Agnes, nonne à Malchow, (morte après le 21 octobre 1449)
- Mirislava, (morte après le 28 novembre 1436)